# Extension est de la ville de Bruxelles
L’extension est de la ville de Bruxelles est une zone de la Région de Bruxelles-Capitale qui appartient à la commune belge de Bruxelles, située à l'est du Pentagone. 

## Situation
L'extension est de Bruxelles commence à la petite ceinture près du parc de Bruxelles et s'étend jusqu'au parc du Cinquantenaire. La zone comprend deux quartiers: le quartier Léopold et le quartier des Squares. Au nord-ouest de la région se trouve Saint-Josse-ten-Noode, au nord-est Schaerbeek, au sud-est Etterbeek, au sud-ouest Ixelles et à l'ouest le Pentagone de la commune de Bruxelles. 
À l'ouest, le quartier est bordé par la Petite ceinture de Bruxelles avec l'avenue Marnix et l'avenue des Arts. Au nord-ouest avec Saint-Josse-ten-Noode se trouvent les rues rue de la Charité, du Marteau,  des Deux Églises, de Vervier, rue de Spa, des Guildes, du Cardinal et la chaussée de Louvain. Au nord-est avec Schaerbeek ce sont la chaussée de Louvain et la rue du Noyer. Au sud-est avec Etterbeek c'est l'avenue de la Chevalerie  à travers le Cinquantenaire, ainsi que l'avenue des Nerviens, rue belliard, la chaussée d'Etterbeek et l'avenue du Maelbeek. Au sud-ouest avec Ixelles, on trouve la chaussée de Wavre, les rues Vautier, Wiertz, Montoyer,  d'Arlon, du Luxembourg, de Paris, rue du Trône, de l'Esplanade, du Champ de Mars, la place du Luxembourg et le square de Meeûs.  
La zone est traversée par deux routes principales : rue de la Loi et la rue Belliard. 
La zone de l'extension est traversée par la vallée du Maelbeek. À l'est de cela se trouve le plateau de Linthout. 

## Histoire
Tilman-François Suys a conçu le quartier Léopold en 1837. Cette banlieue était située alors sur le territoire de Saint-Josse-ten-Noode et a été construite par la société privée Société civile pour l'Agrandissement et l'Embellissement de Bruxelles. À l'époque, ce quartier s'étendait jusqu'à la chaussée d'Etterbeek, parallèlement à la vallée de Maelbeek, qui constituait un obstacle naturel. Dans le quartier des Squares, au nord-est, aucun développement urbain n'existait à l'époque c'est-à-dire au milieu du XIXe siècle. 
En 1845, il est proposé de construire un pont de sept arches et 350 mètres de long sur la vallée de Maelbeek en continuation de la rue de la Loi. Une place à deux branches serait construite de l'autre côté du pont. La branche au sud-est (avenue d'Auderghem) aboutirait sur la chaussée de Wavre. La branche au nord-est (l'avenue de Cortenbergh) finirait alors sur la chaussée de Louvain. Une crise survient en 1847 et la proposition est révisée en 1852 : le pont ne reçoit qu'une seule arche et le reste doit être construite. Le 8 mai 1852, ce plan a été approuvé par décision collégiale. 
Toujours en 1852, il a été décidé de construire une nouvelle plaine des manœuvres, car la ville était obligée d'en avoir une pour la garnison, et celle-ci a été choisie pour l'emplacement à l'est de la place à l'est du pont sur le Maelbeek (le site du  Cinquantenaire). En 1852-1856, des travaux ont été effectués dans lesquels le site a été nivelé, des égouts ont été construits et de larges avenues bordées d'arbres ont été construites. 
Avec la loi du 7 avril 1853, la ville de Bruxelles a pu annexer la superficie de 194 hectares, la superficie du quartier Léopold et la zone nord-est de celui-ci, le futur quartier des squares. Avec cette annexion, Saint-Josse-ten-Noode a perdu 58 % de son territoire, Etterbeek a perdu la zone qui forme aujourd'hui le cinquantenaire et Schaerbeek a perdu une bande de terrain à la rue du Noyer. La même année, la ville de Bruxelles commence à canaliser et à dominer la Maelbeek (entre la rue Belliard et l'étang du square Marie-Louise). Au cours des vingt années qui ont suivi, différents plans ont été élaborés avec deux obstacles : le grand étang et la voie ferrée. 
En 1874, l'architecte Gédéon Bordiau est nommé pour concevoir le quartier des Squares. En 1875, la conception de Bordiau est approuvée et les travaux commencen. 
En 1866, il avait déjà été proposé que la plaine des manœuvres devienne un parc avec un palais de l'industrie. Le 1er février 1875, la Ville de Bruxelles et l'État conviennent de déplacer la plaine des manœuvres dans la zone au sud-est de la caserne lieutenant-général Baron de Witte de Haelen et la caserne Major Géruzet, tandis que l'ancien terrain des manœuvres est converti en parc où un édifice monumental serait érigé. En 1876, la garnison quitta le terrain et en 1877, une proposition fut faite d'organiser une exposition nationale ici en 1880 en l'honneur de 50 ans de l'indépendance de la Belgique. Dans le cadre de ce projet, l'arc de Triomphe du Parc du Cinquantenaire a été construit, avec deux pavillons de chaque côté. 

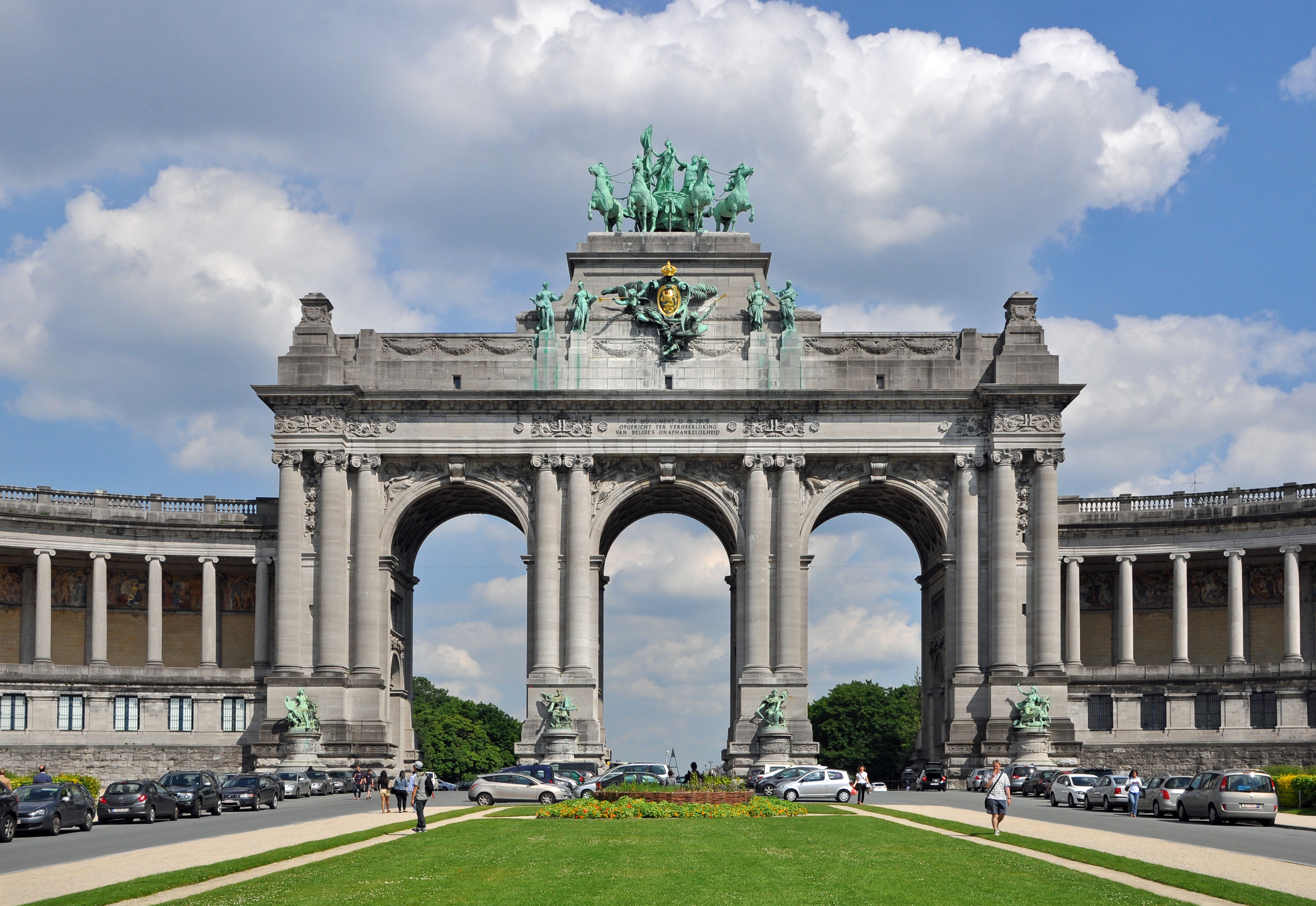
Arcades du Cinquantenaire dans le parc du Cinquantenaire.

Dans les années 1880, le quartier à l'est de l'avenue de Cortenbergh n'était pas encore construite et la ville de Bruxelles s'en inquiétait. En 1889, elle propose donc de créer l'école militaire dans ce lieu, pour qu'elle quitte aussi le site de l'abbaye de la Cambre. Cette zone n'était en plus pas loin du champ de tir national, qui a également été construit sur le plateau de Linthout en 1889. En 1895, le ministre de la Guerre choisit finalement un emplacement à l'est du quartier des squares sur l'avenue Renaissance et en 1899, les sites sont restructurés comme cela. 
En 1888, le Cinquantenaire organise le Grand Concours International des Sciences et de l'Industrie. 
En 1897, l'exposition universelle de 1897 est organisée au Cinquantenaire. 
En 1913, l'extension est s'est encore agrandie avec le parc Léopold . 
Au XXe siècle, diverses organisations de l'Union européenne à Bruxelles se sont installées dans le quartier Léopold formant ainsi le quartier européen.